# Yunia Cruz
Yunia Cruz (9 de noviembre de 1973) es una deportista cubana que compitió en taekwondo. Ganó una medalla de plata en los Juegos Panamericanos de 1995, y una medalla de bronce en el Campeonato Panamericano de Taekwondo de 1994.

## Palmarés internacional
| Juegos Panamericanos    | Juegos Panamericanos      | Juegos Panamericanos | Juegos Panamericanos |
| Año                     | Lugar                     | Medalla              | Categoría            |
| ----------------------- | ------------------------- | -------------------- | -------------------- |
| 1995                    | Mar del Plata (Argentina) | Medalla de plata     | –47 kg               |
| Campeonato Panamericano |                           |                      |                      |
| Año                     | Lugar                     | Medalla              | Categoría            |
| 1994                    | Heredia (Costa Rica)      | Medalla de bronce    | –47 kg               |